# Salticus bonairensis
Salticus bonairensis är en spindelart som först beskrevs av Johan Coenraad van Hasselt 1887.  Salticus bonairensis ingår i släktet Salticus och familjen hoppspindlar. Inga underarter finns listade i Catalogue of Life.